# Farinelli e un gruppo di amici
Farinelli e un gruppo di amici è un dipinto eseguito dal pittore Jacopo Amigoni tra il 1750 e 1752 circa ad Aranjuez, un ritratto di gruppo, conservato alla National Gallery of Victoria, a Melbourne in Australia.

## Storia
L'opera fu commissione del castrato Carlo Broschi, in arte Farinelli, che conobbe l'Amigoni quando entrambi furono a Londra nel 1734 e divennero anni dopo figure prominenti della corte reale spagnola su invito della regina Elisabetta Farnese, Farinelli nel 1737 e l'Amigoni nel 1747. L'esecuzione di questo dipinto risale durante l'apogeo della fama di Farinelli a Madrid, quando ricevette la nomina come cavaliere di Calatrava, e poco antecedente alla morte di Amigoni, che avvenne nella capitale spagnola nel 1752.

## Descrizione
Nel ritratto di gruppo Farinelli è posizionato al centro, con il poeta Pietro Metastasio, anche lui amico del Farinelli e librettista di molte sue arie a partire dal debutto di entrambi nel 1720 a Napoli, e il soprano e prima donna Teresa Castellini alla sua destra, di cui sia Farinelli che Metastasio erano attratti, mentre alla sua sinistra ci sono il pittore stesso ed un paggio vestito con la divisa degli ussari, intento a reggerli la tavolozza dei colori con una mano e con l'altra a tenere fermo un cane per il guinzaglio. Per il ritratto femminile, in passato venne erroneamente identificata come Faustina Bordoni, rivale della Castellini, tesi ormai screditata.
La presenza di Metastasio è spiegata dalla grande amicizia che intercorse tra il librettista e il cantante, di cui lunga corrispondenza è l'unica ad essere giunta ai giorni nostri del Farinelli. I due uomini si consideravano "gemelli" per via del loro incontro a Napoli nel 1720, dove l'interpretazione da parte del Broschi dell'Angelica e Medoro di Metastasio (che ai tempi era ancora conosciuto col suo nome di battesimo, Antonio Trapassi) fu l'inizio della loro carriera musicale.A differenza degli altri protagonisti raffigurati, Metastasio non era presente a Madrid durante l'esecuzione del dipinto, ma viveva a Vienna. Per includerlo nel gruppo nonostante la distanza, Farinelli richiese all'amico di inviargli un ritratto che l'Amigoni potesse usare come modello.
Farinelli e la Castellini sono seduti fianco a fianco, tenendo con le mani un piccolo spartito musicale, quello della canzonetta "La Partenza" del Metastasio stesso che venne spedita dal compositore al Farinelli nel gennaio del 1750. La versione presente nel dipinto però contiene alcune modifiche approdate dal Farinelli stesso, da come si vede dalla firma posta nella parte superiore del foglio "C.B.F." (Carlo Broschi Farinelli).